# Evernight
Evernight je čtvrté album od finské heavy metalové, power metalové, viking metalové, symphonic metalové kapely Battlelore.

## Seznam skladeb
1. "House of Heroes" - 4:06
2. "Ocean's Elysium" - 4:16
3. "Summon the Wolves" - 4:34
4. "We Are the Legions" - 3:58
5. "Into the New World" - 6:32
6. "Longing Horizon" - 4:35
7. "Mask of Flies" - 4:51
8. "The Cloak and the Dagger" - 4:35
9. "Beneath the Waves" - 5:23
10. "Doom and Oblivion" *Digipak bonus track
11. "The Tale of the Downfall" *Digipak track